# Le Mesnil-Véneron
Le Mesnil-Véneron est une commune française, située dans le département de la Manche en région Normandie, peuplée de 108 habitants.

## Géographie
Couvrant 286 hectares, le territoire du Mesnil-Véneron est le moins étendu du canton de Saint-Jean-de-Daye.
| Graignes-Mesnil-Angot | Graignes-Mesnil-Angot | Saint-Jean-de-Daye |
| Le Dézert             | du Mesnil-Véneron     | Saint-Jean-de-Daye |
| Le Dézert             | Le Dézert             | Le Dézert          |

### Hydrographie
La commune est située dans le bassin Seine-Normandie. Elle est drainée par la rivière de Maubecq, le fossé 03 de la commune de Saint-Jean-de-Daye et le fossé 05 de la commune de Saint-Jean-de-Daye,,.

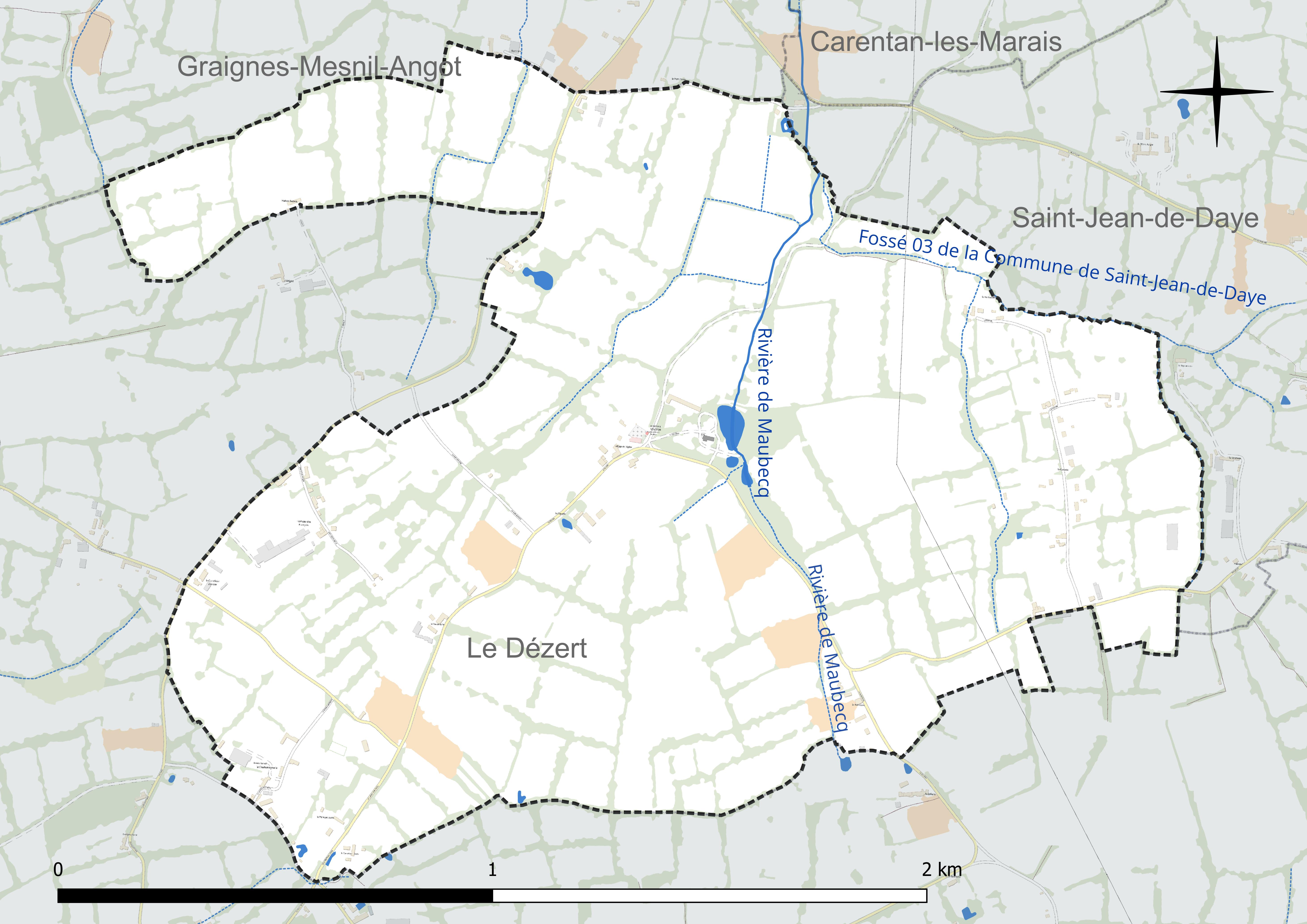
Réseau hydrographique du Mesnil-Véneron.

### Climat
Pour des articles plus généraux, voir Climat de la Normandie et Climat de la Manche.
En 2010, le climat de la commune est de type climat océanique franc, selon une étude du CNRS s'appuyant sur une série de données couvrant la période 1971-2000. En 2020, Météo-France publie une typologie des climats de la France métropolitaine dans laquelle la commune est exposée à un climat océanique et est dans la région climatique  Normandie (Cotentin, Orne), caractérisée par une pluviométrie relativement élevée (850 mm/a) et un été frais (15,5 °C) et venté. Parallèlement le GIEC normand, un groupe régional d’experts sur le climat, différencie quant à lui, dans une étude de 2020, trois grands types de climats pour la région Normandie, nuancés à une échelle plus fine par les facteurs géographiques locaux. La commune est, selon ce zonage, exposée à un « climat maritime », correspondant au Cotentin et à l'ouest du département de la Manche, frais, humide et pluvieux, où les contrastes pluviométrique et thermique sont parfois très prononcés en quelques kilomètres quand le relief est marqué.
Pour la période 1971-2000, la température annuelle moyenne est de 10,9 °C, avec une amplitude thermique annuelle de 11,2 °C. Le cumul annuel moyen de précipitations est de 927 mm, avec 14,2 jours de précipitations en janvier et 8,2 jours en juillet. Pour la période 1991-2020, la température moyenne annuelle observée sur la station météorologique la plus proche, située sur la commune de Sainte-Marie-du-Mont à 17 km à vol d'oiseau, est de 11,6 °C et le cumul annuel moyen de précipitations est de 890,0 mm,. Pour l'avenir, les paramètres climatiques de la commune estimés pour 2050 selon différents scénarios d’émission de gaz à effet de serre sont consultables sur un site dédié publié par Météo-France en novembre 2022.

## Urbanisme

### Typologie
Au 1er janvier 2024, Le Mesnil-Véneron est catégorisée commune rurale à habitat très dispersé, selon la nouvelle grille communale de densité à sept niveaux définie par l'Insee en 2022.
Elle est située hors unité urbaine.
Par ailleurs la commune fait partie de l'aire d'attraction de Saint-Lô, dont elle est une commune de la couronne,. Cette aire, qui regroupe 63 communes, est catégorisée dans les aires de 50 000 à moins de 200 000 habitants,.

### Occupation des sols
L'occupation des sols de la commune, telle qu'elle ressort de la base de données européenne d’occupation biophysique des sols Corine Land Cover (CLC), est marquée par l'importance des territoires agricoles (100 % en 2018), une proportion identique à celle de 1990 (100 %).
La répartition détaillée en 2018 est la suivante : prairies (86,4 %), terres arables (13,6 %).

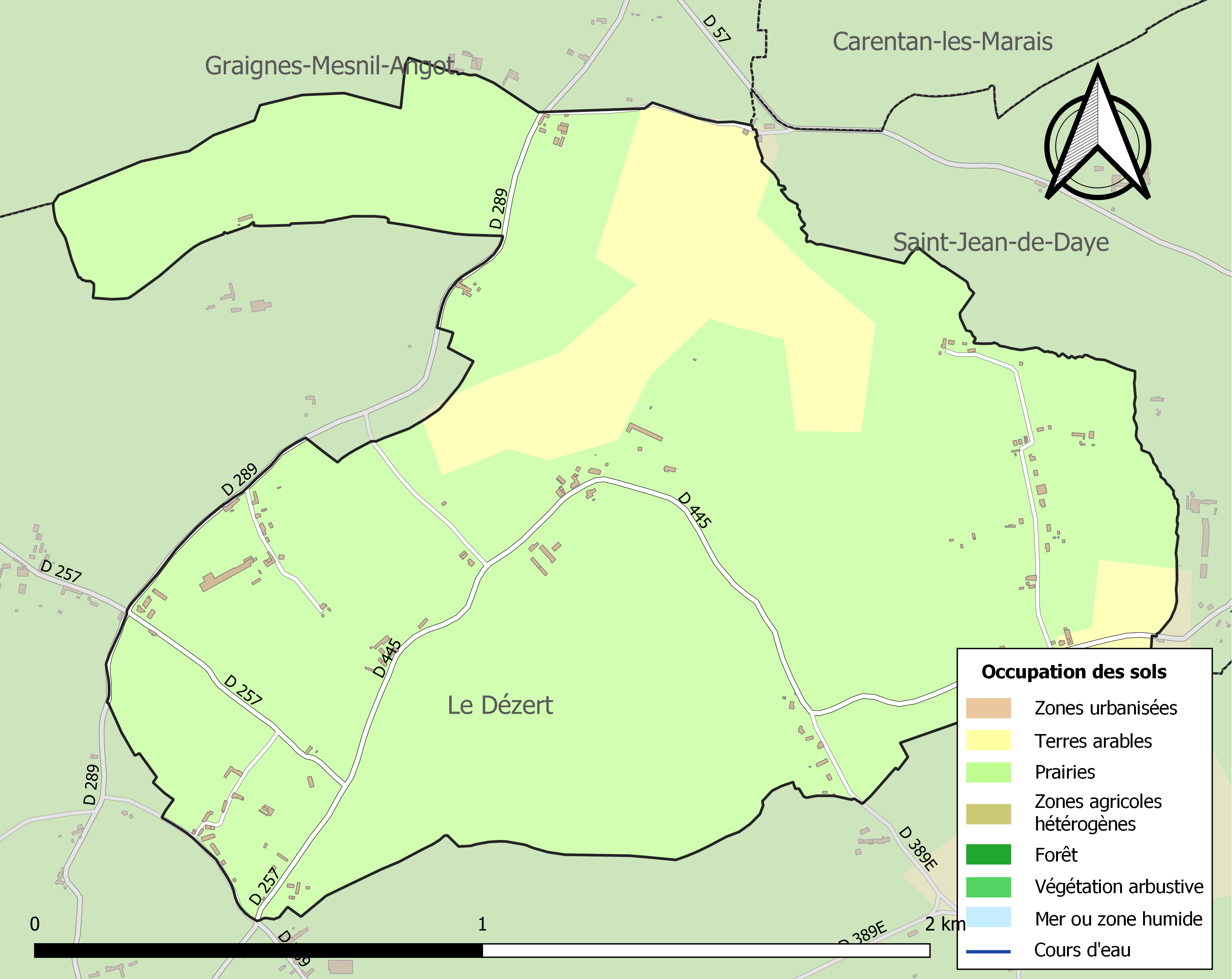
Carte des infrastructures et de l'occupation des sols de la commune en 2018 (CLC).

L'évolution de l’occupation des sols de la commune et de ses infrastructures peut être observée sur les différentes représentations cartographiques du territoire : la carte de Cassini (XVIIIe siècle), la carte d'état-major (1820-1866) et les cartes ou photos aériennes de l'IGN pour la période actuelle (1950 à aujourd'hui).

## Toponymie
Le nom de la localité est attesté sous les formes Mesnillo Guenelon vers 1280, Mesnillum Veneron entre 1320 et 1325, Le Mesnil Veneron en 1793, Mesnil-Veneron en 1801.
L'ancien français mesnil, « domaine rural », est à l'origine de nombreux toponymes, notamment en Normandie.
Le gentilé est Mesnillot.

## Histoire

### Moyen Âge
En 1463, lors de la recherche de noblesse de Montfaut, une branche cadette de la famille d'Auxais est maintenue noble dans la paroisse du Mesnil-Véneron.

### Temps modernes
Le Mesnil-Véneron avait en 1720 pour seigneur et patron Jean-Baptiste-Philippe d'Auxais (1675-1743), puis Jean-Philippe d'Auxais (1733-1815) auteur d'un mémoire (1800) ayant contribué à la révocation du premier préfet de la Manche, Louis de Magnytot.

### Époque contemporaine
En 1839, Le Mesnil-Véneron est absorbé par Saint-Jean-de-Daye par une ordonnance royale du 11 avril. La commune est recréée en 1847.
Le village est détruit en 1944.

## Politique et administration
| Période                                                                               | Période      | Identité               | Étiquette | Qualité                                       |
| ------------------------------------------------------------------------------------- | ------------ | ---------------------- | --------- | --------------------------------------------- |
| 1793                                                                                  | 1795         | Guillaume Françoise    |           |                                               |
| 1795                                                                                  | 1795         | Jean Bignon            |           |                                               |
| 1795                                                                                  | 1795         | Louis Pottier          |           |                                               |
| 1796                                                                                  | 1798         | Jean Bignon            |           |                                               |
| 1798                                                                                  | 1799         | Jacques Buhot          |           |                                               |
| 1800                                                                                  | 1819         | Louis Pottie           |           |                                               |
| 1819                                                                                  | 1824         | Jean Marion            |           |                                               |
| 1824                                                                                  | 1826         | Charles Pottier        |           |                                               |
| 1826                                                                                  | 1839         | Sévère Thouroude       |           |                                               |
| fusion avec Saint-Jean-de-Daye de 1839 à 1847                                         |              |                        |           |                                               |
| 1847                                                                                  | 1875         | Jacques Pottier        |           |                                               |
| 1875                                                                                  | 1880         | Louis Thouroude        |           |                                               |
| 1880                                                                                  | 1919         | Louis Philippe         |           |                                               |
| 1920                                                                                  | 1921         | Désiré Thouroude       |           |                                               |
| 1922                                                                                  | 1933         | Gaston Defortescu      |           |                                               |
| 1933                                                                                  | 1944         | Louis Philippe         |           |                                               |
| 1944                                                                                  | 1976         | André Fromond          |           |                                               |
| 1976                                                                                  | 1980         | Robert Marguerie       |           | Agriculteur                                   |
| 1980                                                                                  | mars 2014    | Jean-Marie Depezeville | SE        | Agriculteur                                   |
| mars 2014                                                                             | juillet 2020 | Thierry Guillegault    | SE        | Technicien supérieur                          |
| juillet 2020                                                                          | En cours     | Henri Fontaine         | SE        | Cadre chef d’exploitation en cuisine centrale |
| Une partie des données est issue d'une liste établie par Jean Pouëssel et Denis Small |              |                        |           |                                               |

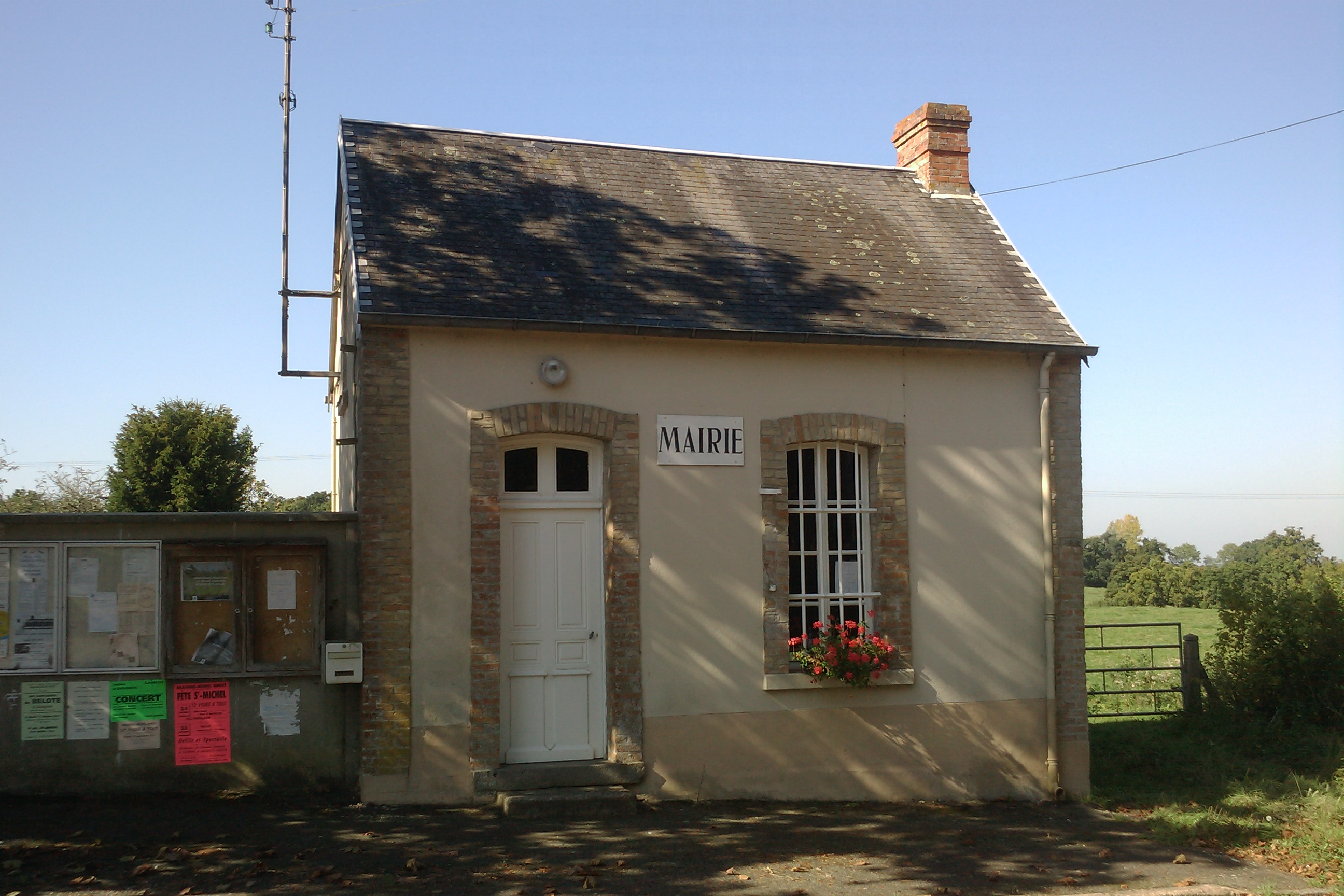
La mairie.

Le conseil municipal est composé de onze membres dont le maire et un adjoint.

## Démographie
L'évolution du nombre d'habitants est connue à travers les recensements de la population effectués dans la commune depuis 1793. Pour les communes de moins de 10 000 habitants, une enquête de recensement portant sur toute la population est réalisée tous les cinq ans, les populations de référence des années intermédiaires étant quant à elles estimées par interpolation ou extrapolation. Pour la commune, le premier recensement exhaustif entrant dans le cadre du nouveau dispositif a été réalisé en 2004.
En 2022, la commune comptait 108 habitants, en évolution de −16,28 % par rapport à 2016 (Manche : −0,31 %, France hors Mayotte : +2,11 %).
Le Mesnil-Véneron est la commune la moins peuplée du canton de Saint-Jean-de-Daye.
| 1793 | 1800 | 1806 | 1821 | 1831 | 1836 | 1851 | 1856 | 1861 |
| ---- | ---- | ---- | ---- | ---- | ---- | ---- | ---- | ---- |
| 200  | 205  | 234  | 210  | 180  | 200  | 181  | 192  | 191  |

| 1866 | 1872 | 1876 | 1881 | 1886 | 1891 | 1896 | 1901 | 1906 |
| ---- | ---- | ---- | ---- | ---- | ---- | ---- | ---- | ---- |
| 196  | 188  | 187  | 157  | 162  | 176  | 181  | 153  | 137  |

| 1911 | 1921 | 1926 | 1931 | 1936 | 1946 | 1954 | 1962 | 1968 |
| ---- | ---- | ---- | ---- | ---- | ---- | ---- | ---- | ---- |
| 160  | 144  | 125  | 119  | 116  | 107  | 123  | 107  | 102  |

| 1975 | 1982 | 1990 | 1999 | 2004 | 2006 | 2009 | 2014 | 2019 |
| ---- | ---- | ---- | ---- | ---- | ---- | ---- | ---- | ---- |
| 98   | 99   | 97   | 94   | 83   | 82   | 104  | 126  | 112  |

| 2022 | - | - | - | - | - | - | - | - |
| ---- | - | - | - | - | - | - | - | - |
| 108  | - | - | - | - | - | - | - | - |

## Économie
La commune se situe dans la zone géographique des appellations d'origine protégée (AOP) Beurre d'Isigny et Crème d'Isigny.

## Culture locale et patrimoine

### Lieux et monuments
- Église Saint-Pierre du XVIIIe siècle, reconstruite de 1952 à 1957 selon les plans des architectes Y. Cochepain-Caillet et Eugène Leseney qui ont conservé le clocher et la tourelle. Elle abrite des tentures conçues par Maurice Rocher et exécutées par B. et Jacques Plasse Le Caisne qui font l'objet depuis 2004 d'une inscription au titre des monuments historiques[33], des verrières du XXe signées Gabriel Loire, une statue de saint Roch du XVIe[24].

L'église a reçu en 2004 le label « Patrimoine du XXe siècle ».
- Parc du château du Mesnil-Véneron. Le château ancienne propriété de la famille d'Auxais, puis des Pomereu, a été détruit en 1944[24].

Pour mémoire
- Chapelle Notre-Dame-de-la-Salette, construite en 1870 à l'initiative de l'abbé Levieux, curé du Mesnil-Véron, pour avoir protégé la population de la variole. Elle a été détruite en 1944 et remplacé par un autel dans la nouvelle église[24].

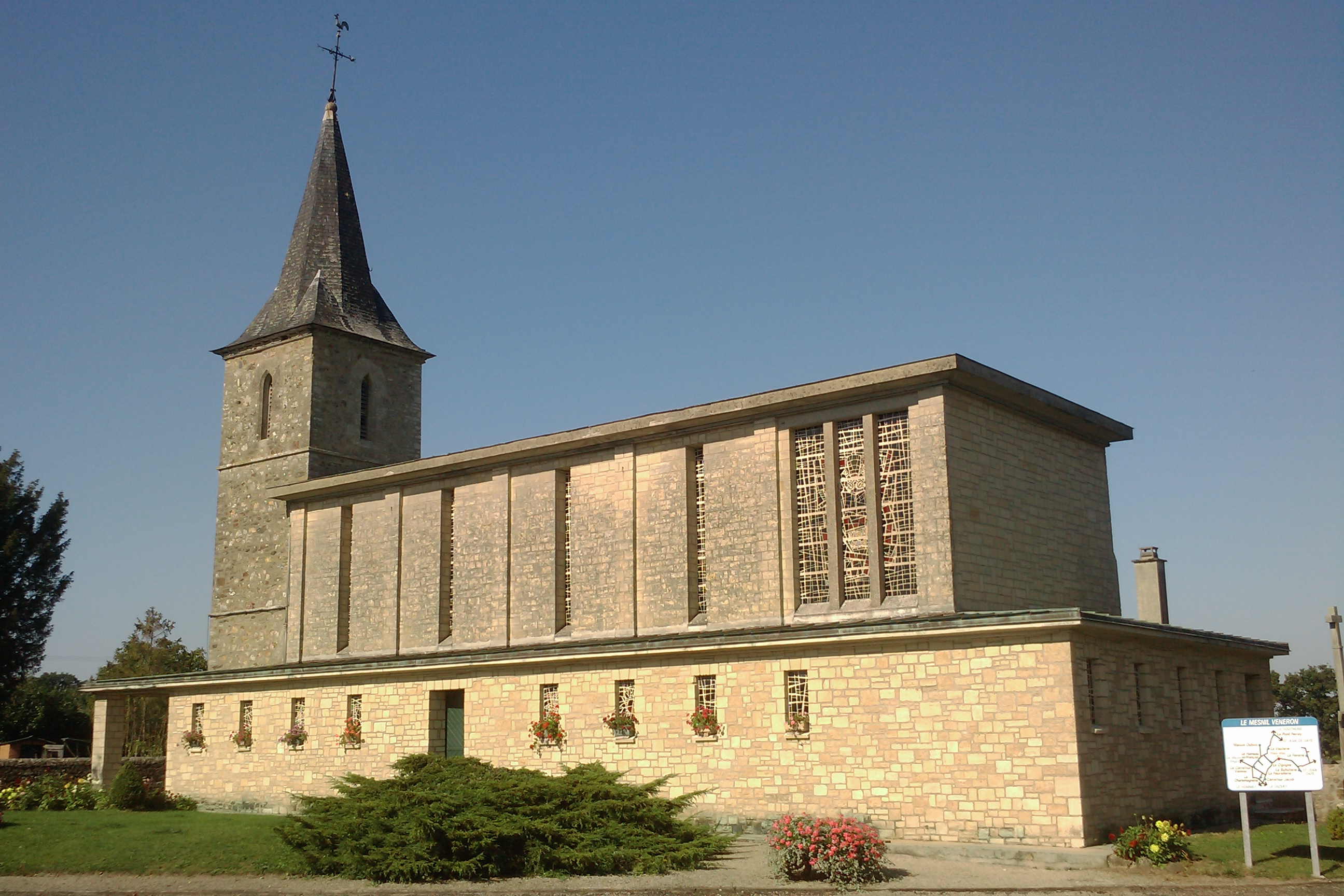
L'église Saint-Pierre.
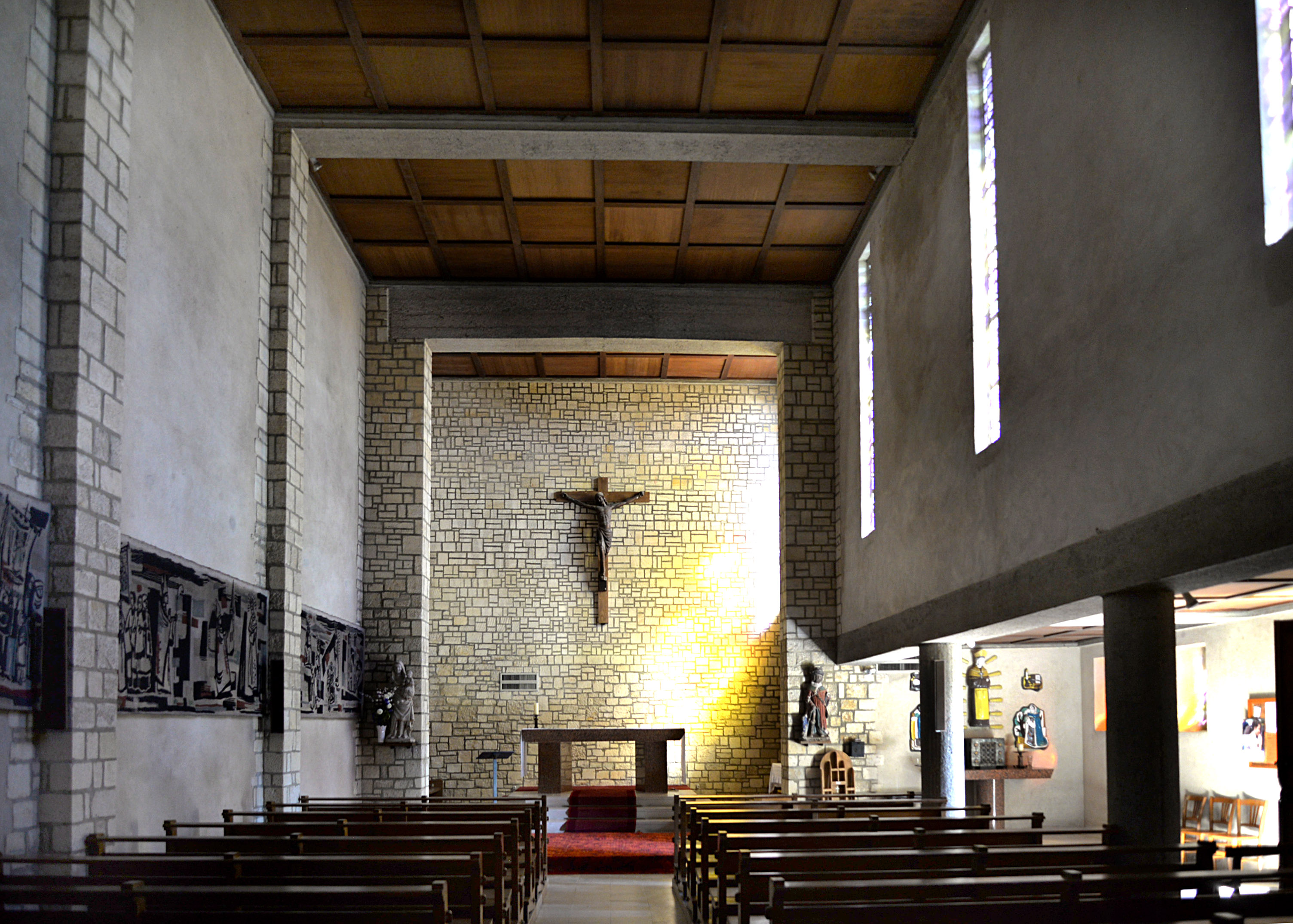
La nef de l’église Saint-Pierre.
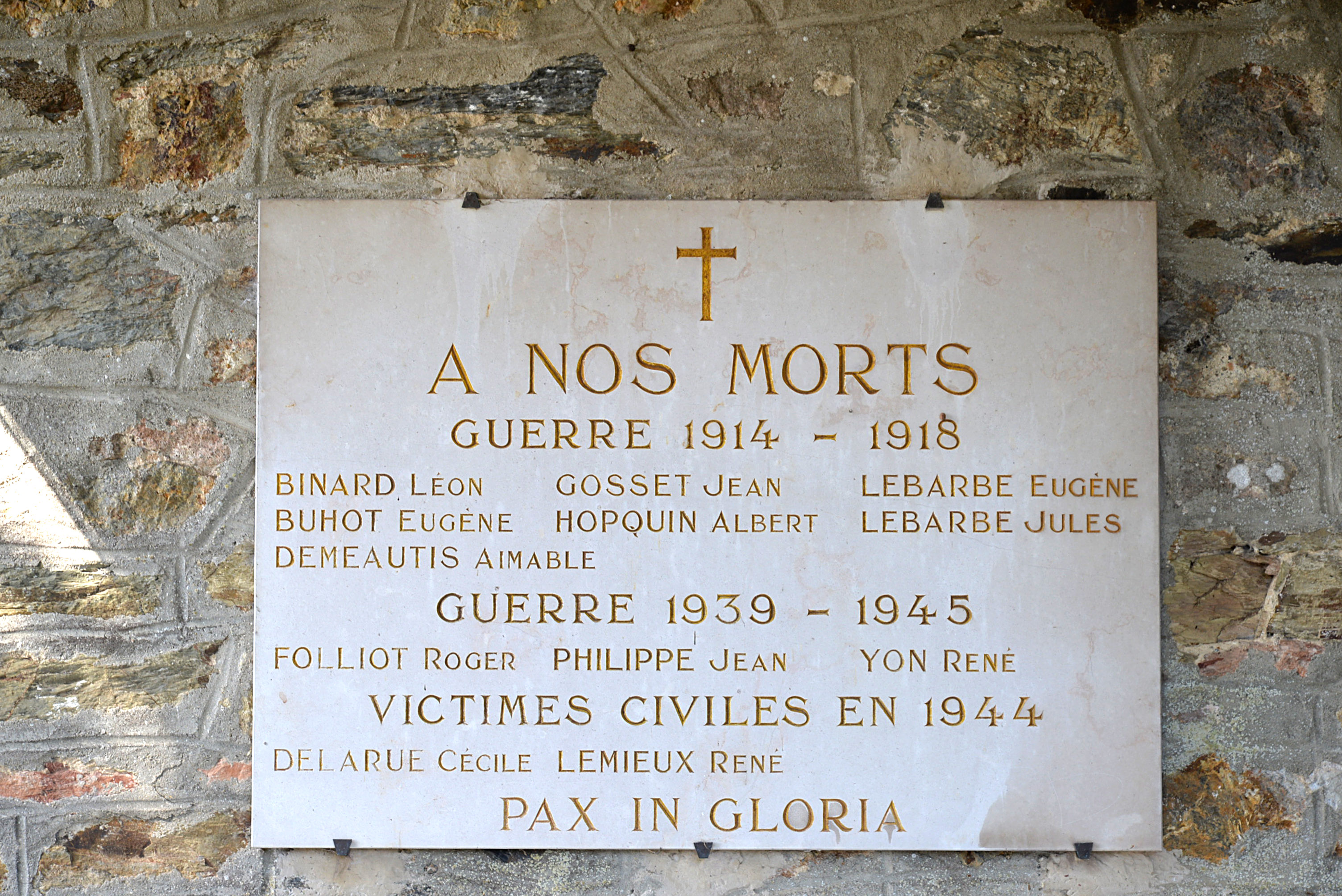
Plaque commémorative à l’entrée de l’église Saint-Pierre.